# Лааксо, Сейя-Риитта
Сейя-Риитта Лааксо (фин. Seija-Riitta Laakso) — финский писатель и филателист, а также редактор и графический дизайнер международных филателистических журналов и ежегодников. В 2021 году была удостоена чести подписать Список выдающихся филателистов .

## Образование
Сейя-Риитта Лааксо — журналист, окончивший Школу журналистики Санома, которая также имеет степень магистра делового администрирования Хельсинкской школы экономики (Helsingin Kauppakorkeakoulu) и докторскую степень Хельсинкского университета (2006). Её докторская диссертация «Через океаны. Развитие передачи деловой информации за границу, 1815—1875 гг.» была опубликована Финским литературным обществом (SKS) в 2007 году, и на японском языке в 2014 году. Книга сочетает в себе историю мореплавания и историю почты с помощью изучения маршрутов и скорости передачи информации в XIX веке, с использованием в качестве примеров деловой корреспонденции, которая перевозилась морем по всему миру.

## Карьера
Лааксо, по образованию историк, работала журналистом в ежедневных финских газетах «Helsingin Sanomat», «Uusi Suomi» и «Kauppalehti». С 1991 по 2002 год она была директором Финского центра исследований бизнеса и политики (Elinkeinoelämän Valtuuskunta, EVA) и старшим вице-президентом/вице-президентом по корпоративным коммуникациям в компаниях Valmet Oyj, Silja Line Oyj и Ahlstrom Oyj. В 2003—2004 годах она жила в Ливерпуле (Великобритания) во время учёбы в докторантуре. Она написала и опубликовала ряд книг.

## Филателия
Лааксо была генеральным секретарем Федерации филателистов Финляндии с 2005 по 2013 год. Была редактором «The London Philatelist», журнала Королевского филателистического общества Лондона в 2017—2019 годах, «The Posthorn», журнала Скандинавского клуба коллекционеров (США) в 2017—2022 годах; и «The Congress Book» — ежегодника Американского филателистического конгресса (США) в 2020—2023 годах. Она является редактором «Postryttaren», ежегодника Друзей Шведского почтового музея, «Svenska Postmusei Vänner» с 2020 года и «Suomen Postimerkkilehti», журнала Suomen Filatelistiseura, с 2024 года. На конец 2023 года в качестве экспонента получила 40 золотых или больших золотых медалей на национальных и международных филателистических выставках.
В 2021 году её пригласили подписать Список заслуженных филателистов.

## Избранные статьи и публикации

### На финском языке
Её публикации на финском языке включают:
- Orjalaivoista Titaniciin — ihminen Lloyd’s Listin haaksirikkouutisissa. // Historiatieteellinen aikakauskirja Lähde. — Nro 1 2005. — Teema: Moraali. — P. 115—131. — Labyrintti ry, 2005.
- Postikorttien keräilystä kokoelman rakentamiseen. — Helsinki, 2009. ISBN 9789529262250
- Paris 1900 — postikortteja kulta-ajan Pariisista. — Helsinki, 2010. ISBN 9789529280704ISBN 9789529280704
- Kinoman tyttö. — Riga, 2014. ISBN 9789529344840ISBN 9789529344840
- Merkillisiä tapahtumia — Collector Events. — Riga, 2014. ISBN 9789529347926ISBN 9789529347926
- Torilla tavataan — See you at the Square. — Riga, 2014. ISBN 9789529334391ISBN 9789529334391
- Glamouria Suomessa — amerikkalaistaiteilijoiden suomalaiset postikortit 1910- ja 1920-luvuilla. — Helsinki, 2020. ISBN 9789529436743ISBN 9789529436743

### На английском языке
- Managing the Distance: Business Information Transmission between Britain and Guiana, 1840. // International Journal of Maritime History. — Vol. 16. — No. 2 (December 2004). — P. 221—246.
- «In Search of Information Flows — Postal Historical Methods in Historical Research». // Müller & Ojala (ed.): Information Flows. New Approaches in the Historical Study of Business Information. — P. 84-102. — SKS, 2007.
- Across the Oceans. Development of Overseas Business Information Transmission 1815—1875. — The Finnish Literature Society (SKS), Studia Fennica Historica, 2007. ISBN 9789517469043ISBN 9789517469043 The Japanese edition was published in Japan 2014. ISBN 9784862851857ISBN 9784862851857
- Collecting & exhibiting picture postcards. — Riga: Livonia Print, 2012. ISBN 9789529312900ISBN 9789529312900
- «A secret revealed after 110 years — Albert Edelfelt’s 'Cabaret de Montmartre, Paris'», // The London Philatelist. — Jan-Feb 2018. — P. 16-30.
- «Glamour in Finland — American Beauties on Finnish Picture Postcards, 1915—1923», // The Congress Book 2020. — P. 154—200. — American Philatelic Congress, August 2020.

### Редактор / графический дизайнер других изданий
- Nicholas M. Kirke: New York City Foreign Mail Cancellations 1845—1878. 2 volumes. Collectors Club of New York, 2024. ISBN 9780997511901ISBN 9780997511901
- Cheryl R. Ganz: U.S. Zeppelin and Airship Mail Flights. USA, 2021. ISBN 9780578909370ISBN 9780578909370
- Jon Iversen, Morten Nårstad and Roger P. Quinby: Russia in Finland. The Story of Russian Stamps & Postal Stationery Used in Finland, 1899—1918. Scandinavian Collectors Club (US), 2019. ISBN 9780578473383ISBN 9780578473383